# Elisabetta Gonzaga
Elisabetta Gonzaga, född 1471, död 1526, var en italiensk adelskvinna och kulturpersonlighet, hertiginna av Urbino mellan 1489 och 1509 som gift med hertig Guidobaldo da Montefeltro. 
Hon betraktades som en föredömlig renässansmänniska under sin samtid och samlade en rad av tidens kulturpersonligheter vid sitt berömda hov i Urbino. 